# Flegma
Flegma war eine schwedische Crossover-Band aus Malmö, die im Jahr 1987 gegründet wurde und sich 1995 auflöste.

## Geschichte
Die Band wurde im Jahr 1987 gegründet und bestand aus dem Sänger Rother, dem Gitarristen Ola Püschel, dem Bassisten Richard Lion und dem Schlagzeuger Martin Brorsson. In den Folgejahren folgte die Veröffentlichung von mehreren Demos. Im Jahr 1990 veränderte sich die Besetzung der Band zudem stark, sodass nur noch Brorsson und Lion übrig blieben. Nachdem beide mit mehreren Mitgliedern geprobt hatten, kamen 1991 der Gitarrist Martin Olsson und der Sänger Kalle Metz zur Besetzung. Im Jahr 1992 folgte das Debütalbum Blind Acceptance, wonach der Obscurity-Gitarrist Jörgen Lindhe zur Band kam. Daraufhin schloss sich im Jahr 1994 das zweite Album Flesh to Dust an, worauf unter anderem eine Coverversion des Kiss-Liedes I Stole Your Love enthalten war. Zudem steuerte die Gruppe das Cover Leave Me in Hell zum Venom-Tribute-Album Promoters of the Third World War von Primitive Art Records und The Thing Tha Should Not Be für das Metallica-Tribute-Album Metal Militia von Black Sun Records bei. Die Band ging auf Tour durch Italien, ehe sie sich 1995 auflöste. Im selben Jahr hatte der Gitarrist Olsson die Band zuvor verlassen. Er war durch Orvar ersetzt worden, wonach die Gruppe ein Demo aufgenommen hatte und sich drei Monate später auflöste. Nach der Auflösung gründeten einige Mitglieder die Bands Tenebre und Redrvum. Sänger Kalle Metz war zudem Mitglied der Konzertagentur The Agency Group.

## Stil
Laut Eduardo Rivadavia von Allmusic habe die Band anfangs durch Discharge beeinflussten Hardcore Punk gespielt. Auf Blind Acceptance klinge die Band ähnlich wie Motörhead und auch ein wenig wie die Death-Metal-Band Entombed. Auf Flesh to Dust habe sich die Band verstärkt dem Gothic Metal zugewandt. Laut Daniel Ekeroth in seinem Buch Schwedischer Death habe sich die Band von dem anfänglichen Hardcore Punk schon bald entfernt, und einen Crossover aus Hardcore Punk und Thrash Metal gespielt. Danach habe sie sich dem Gothic Metal zugewandt. Laut classicthrash.com spiele die Band auf Blind Acceptance Musik, die so klingen würde, als hätte Motörhead in ihren Anfangstagen Thrash Metal gespielt. Da sich jedoch die meisten Lieder sehr stark gleichen würden, wäre die Musik auf Dauer jedoch sehr eintönig.

## Diskografie
- 1987: Hippiehardcore (Demo, Insane Records)
- 1988: Substitute World (Demo, Eigenveröffentlichung)
- 1989: Live in Lund (16/06/1988) (Demo, Insane Records)
- 1990: Eine kleine Schlachtmusik (EP, Insane Records)
- 1992: Blind Acceptance (Album, Black Rose Records)
- 1994: Flesh to Dust (Album, Black Rose Records)
- 1995: Demo (Demo, Eigenveröffentlichung)